# John Grenfell Maxwell
El general Sir John Grenfell Maxwell, GCB, KCMG, CVO, DSO, PC (Liverpool, 11 de juliol de 1859 - Newlands, 21 de febrer de 1929) va ser un oficial de l'Exèrcit britànic i governador colonial. Va servir durant la Guerra del Mahdí, al Sudan, la Segona Guerra Bòer i durant la Primera Guerra Mundial, tot i que és conegut principalment per haver ordenat l'execució dels líders de l'alçament de Pasqua, el 1916 a Irlanda. Es va retirar del servei el 1922.

## Biografia

### Joventut
Maxwell va néixer a Aigburth, Liverpool, l'11 de juliol de 1859, en una família d'origen escocès i protestant. Va assistir al Cheltenham College, i després va estudiar al Royal Military College de Sandhurst, des del 1878, essent assignat l'any següent al 42è d'infanteria (Royal Highlanders).

### Carrera militar

#### Egipte
El 1882 Maxwell va formar part del cos expedicionari de Garnet Wolseley a Egipte, on va ascendir fins al grau de capità i va servir amb la famosa Black Watch durant la Guerra angloegípcia. Per la seva acció a l'entrar a les fortaleses rebels de Tel-El-Kabir, va rebre la seva primera condecoració, la medalla i l'estrella de Khedive. Va ser esmentat als despatxos per primera vegada com a provost assistent i comandant de camp durant la seva campanya en el marc de l'expedició pel Nil de 1884 i 1885. Va desenvolupar un paper molt actiu amb les forces frontereres egípcies i va rebre l'Orde del Servei Distingit per l'enfrontament de Giniss, essent present també a la batalla de Bemazaih de 1888, on va ascendir a tinent coronel. Va participar en la batalla d'Omdurman, on va liderar la segona brigada. Personalment va liderar la marxa cap al palau del califa Abdullahi. El 1897 va ser nomenat governador de Núbia, i el 1898 va passar a ser el governador d'Omdurman.